# Майдан (Кочкуровський район)
Майда́н (рос. Майдан, ерз. Буда) — селище у складі Кочкуровського району Мордовії, Росія. Входить до складу Сабаєвського сільського поселення.

## Населення
Населення — 3 особи (2010; 26 у 2002).
Національний склад (станом на 2002 рік):
- ерзяни — 81 %